# Port lotniczy Ziguinchor
Port lotniczy Ziguinchor (IATA: ZIG, ICAO: GOGG) – port lotniczy położony w Ziguinchor, w regionie Ziguinchor, w Senegalu. Obsługiwany jest przez linie Air Sénégal International.

## Linie lotnicze i połączenia
| Linia Lotnicza | Kierunek       |
| -------------- | -------------- |
| Air Senegal    | 1. Dakar-Diass |
| Transair       | 1. Dakar-Diass |